# Cuphea campestris
Cuphea campestris är en fackelblomsväxtart som beskrevs av Carl Friedrich Philipp von Martius och Emil Bernhard Koehne. Cuphea campestris ingår i släktet blossblommor, och familjen fackelblomsväxter. Inga underarter finns listade i Catalogue of Life.